# Donald Henderson
Donald Ainslie Henderson (7 de septiembre de 1928, Lakewood, Ohio - 19 de agosto de 2016 Baltimore, Maryland) fue un médico, educador, y epidemiólogo estadounidense quien dirigió el esfuerzo internacional que erradicó la viruela por todo el mundo e inició programas internacionales de vacunación infantil desde 1967 hasta 1977. Desde 1977 hasta 1990, fue el decano de la Escuela de Salud Pública de la Universidad Johns Hopkins. Más tarde, desempeñó un papel clave en el inicio de programas nacionales de preparación de salud pública ante ataques biológicos y desastres nacionales. En el momento de su fallecimiento, fue un profesor y el decano emérito de la Escuela de Salud Pública Bloomberg de la Universidad Johns Hopkins, un profesor de medicina y salud pública en la Universidad de Pittsburgh, y un académico distinguido en el Centro para Seguridad Sanitaria en el Centro Médico de la Universidad de Pittsburgh.

## Primeros años y educación
Henderson nació el 7 de septiembre de 1928 en Lakewood, Ohio, de una familia de inmigrantes escocés-canadienses. Su padre era un ingeniero y su madre era una enfermera. Su interés en medicina estaba inspirado por su tío canadiense William McMillan, un médico generalista y miembro de la Cámara de los Comunes de Canadá.

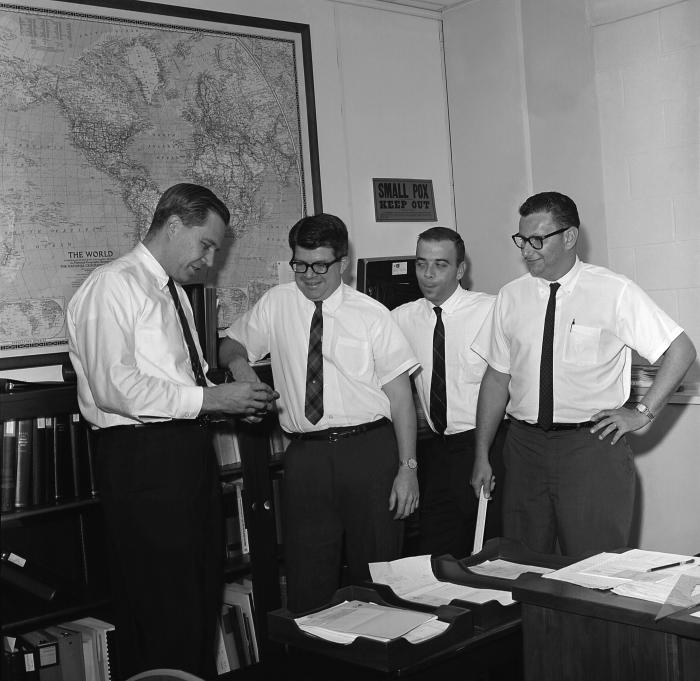
Henderson (a la izquierda) como parte del equipo de erradicación de viruela del Centro de Control de Enfermedades en 1966.

Henderson se graduó de Oberlin College en 1950y recibió su MD de la Escuela de Medicina de la Universidad de Rochester en 1954. Fue un médico residente en Cooperstown, New York, y entonces un oficial del Serivio de Salud Pública en el Servicio de Inteligencia de Epidemias del Centro para Enfermedades Transmisibles. Ganó un título de MPH en 1960 de la Escuela de Higiene y Salud Pública de la Universidad Johns Hopkins.

## Investigaciones y carrera
Henderson sirvió como jefe de los programas de vigilancia de virus de los CDC desde 1960 hasta 1965. Durante este periodo, su unidad desarrolló una propuesta de crear un programa de la Agencia para el Desarrollo Internacional (USAID) para erradicar la viruela y controlar el sarampión durante un periodo de 5 años en 18 países en África central y occidental. USAID financió el programa, el que inició en 1967.
Esta iniciativa instó un programa de la Organización Mundial de la Salud (OMS) para erradicar la viruela por todo el mundo dentro de 10 años. En 1966, Henderson se mudó a Ginebra para encabezar la campaña. En ese tiempo, había muchos incidentes de viruela en Brasil y en 30 países en África y el sur de Asia. Había más de 10 millones de casos de viruela y 2 millones de muertes cada año. La vacunación proveyó algo de control, pero la estrategia clave fue la "Contención-vigilancia". En esta técnica, unidades de salud reportaban rápidamente los casos de viruela y vacunaban a las personas en contacto íntimo con el caso. Consejeros y personal de 73 países en la OMS trabajaban estrechamente con personal nacional. El último caso de viruela ocurrió en Somalia el 26 de octubre de 1977, sólo 10 años después del inicio del programa. Tres años más tarde, la Asamblea Mundial de Salud recomendió que se pudiera suspender las vacunaciones de viruela. La viruela es la primera enfermedad humana erradicada y Donald A. Henderson fue uno de sus principales artífices. Este éxito instó el mundial Programa Expandido de la Inmunización de la OMS, el que abordó otras enfermedades que vacunas podían prevenir, incluyendo poliomielitis, sarampión, tétanos, difteria, y tos ferina. 
Desde 1977 hasta 1990, Henderson fue decano de la Escuela de Salud Pública de la Universidad de Johns Hopkins. En 1991, fue nombrado el director sociado de las ciencias biológicas (1991–93) y más tarde el subsecretario diputado y consejero científico superior en el Departamento de Salud y Servicios Sociales. En 1998, fue nombrado el primer director del Centro Johns Hopkins para Estrategias de Biodefensa Ciudadana, ahora el Centro para Seguridad Sanitaria Johns Hopkins.
Después de los ataques del 11 de septiembre de 2001, el Secretario de HHS pidió a Henderson a crear la Oficina de Preparaciones de Salud Pública. El congreso destinó 3 mil millones de dólares para esta iniciativa.
En el momento de su fallecimiento, fue el editor emérito de la publicación académica Health Security.